# Mira Shaib
Pour les articles homonymes, voir Shaib.
Mira Shaib est une cinéaste libanaise connue pour Arzé, sélectionné en compétition principale du 45e Festival international du film du Caire en 2023.

## Biographie
Mira Shaib est titulaire d'un baccalauréat ès arts en cinéma et télévision de l'Université libanaise américaine de Beyrouth et d'une maîtrise en beaux-arts en arts cinématographiques de l'École de cinéma Mel Hoppenheim de l'Université Concordia à Montréal.
Mira Shaib est une ancienne élève de laboratoires et résidences de développement cinématographique, notamment la Robert Bosch Stiftung, où elle fréquente la Film Academy Baden-Württemberg, la résidence Global Media Makers LA de Film Independent, le Red Sea Lodge, et le Torino Film Lab. Son premier long métrage est parmi les premiers récipiendaires du Fonds de production de la Red Sea Film Festival Foundation,.
Mira Shaib est la cofondatrice de Cinema For All, une initiative artistique dont la mission est de rendre le cinéma accessible dans les zones rurales du Liban. L'initiative est lancée en 2019 à Ain Ebel avec des ateliers de réalisation et des projections en plein air de Mahbas de Sophie Boutros et du long métrage documentaire de Cyril Aris The Swing.

## Filmographie

### Longs métrages
- 2023 : Arzé

### Courts métrages
- 2015 : Lilac
- 2018 : Diaspora